# The Watcher (serie televisiva)
The Watcher è una serie televisiva statunitense del 2022, distribuita su Netflix.
Nonostante fosse stata inizialmente concepita come miniserie, è stata rinnovata per una seconda stagione.

## Trama
Una famiglia si trasferisce nella casa dei suoi sogni, solo per essere poi tormentata da lettere minacciose, strani vicini e sinistre minacce. La serie è basata su un articolo pubblicato nel 2018.

## Episodi
| Stagione       | Episodi | Pubblicazione USA | Pubblicazione Italia |
| -------------- | ------- | ----------------- | -------------------- |
| Prima stagione | 7       | 2022              | 2022                 |

## Distribuzione
Distribuita su Netflix il 13 ottobre 2022, in poco tempo è diventata una delle serie TV più viste nel corso del mese di ottobre sulla piattaforma.